# Emiko Koike
Emiko Koike (小池 絵美子, Koike Emiko) est le nom d'une actrice japonaise de films pornographiques réputée pour sa plastique. Elle a été désignée « Meilleure actrice d'âge mûr » aux Adult Broadcasting Awards de 2009

## Biographie et carrière
Emiko Koike alias Ayako Satonaka est née le 1er janvier 1976 à Tokyo, Japon.
Elle débute dans la pornographie tardivement en 2003, elle est alors âgée de 27 ans. Elle travaille pour divers studios dont Moodyz, FA, SOD et surtout Madonna plus spécialisé dans le genre MILF.
Elle interprète de nombreux films de pornographie extrême parfois non censurés dans lesquels elle endosse le rôle d'une « femme d'âge mûr » pratiquant viol simulé, sodomie, bukkake, fellation et masturbation.

## Filmographie
- オッパイキャンペーンガール / Busty Campaign Girl
- ぶっかけ熟女 / MILF Bukkake
- アナル奴隷夫人 / Female Anal Slave
- Dirty Minded Wife Advent Vol. 1
- Shatakuzuma: Nettori furinzuke (2009)

## Récompenses
- 2009 : Adult Broadcasting Awards de la meilleure actrice d'âge mûr